# Carlo Filippucci
Carlo Filippucci (Roma, 4 marzo 1991) è un ex rugbista a 15 italiano, in carriera terza linea della S.S. Lazio, della quale fu capitano.

## Biografia
Nativo di Roma, Filippucci si formò rugbisticamente nel vivaio della S.S. Lazio, indossando le maglie di tutte le categorie del settore giovanile.
Il 26 marzo 2011, all'età di vent'anni, debuttò in prima squadra nella partita di Eccellenza contro il GranDucato, subentrando dalla panchina.
Nella stagione sportiva 2015-16 indossò per la prima volta la fascia di capitano, raggiungendo il record delle 100 presenze in massima divisione con la maglia biancoceleste durante la stagione di 2017-18, nel match contro Calvisano.
Il 25 aprile 2021 si ritirò dall'attività di giocatore dopo 11 stagioni consecutive alla S.S. Lazio, delle quali le ultime 6 da capitano.